# Italiani scritti
Italiani scritti è un saggio linguistico di Luca Serianni, edito dalla casa editrice il Mulino, nella collana “Itinerari”.

## Caratteristiche
Il volume (200 pagine), pensato per gli studenti delle facoltà umanistiche, e non solo, analizza le tipologie ed il funzionamento della scrittura informativa e argomentativa.
L'autore delinea le differenze tra scritto e parlato, la nozione di testo ed i tratti distintivi della pagina scritta. Illustra inoltre le caratteristiche delle due fondamentali operazioni di riassunto e parafrasi.
L'opera comprende infine – oltre alla descrizione di alcuni linguaggi settoriali (medico, giuridico e burocratico) – anche l'analisi delle modalità linguistiche dell'enciclopedia, del libro di testo scolastico e dell'articolo di giornale.